# Gladiolus nerineoides
Gladiolus nerineoides är en irisväxtart som beskrevs av Gwendoline Joyce Lewis. Gladiolus nerineoides ingår i släktet sabelliljor, och familjen irisväxter. Inga underarter finns listade i Catalogue of Life.